# Kinosaki (trein)
De Kinosaki (Japans: きのさき) is een Japanse treindienst die sinds 1962 wordt uitgevoerd door JR West en die Kinosaki-Onsen met verschillende stations binnen de metropool Kyoto verbindt.

## Treinen en bestemmingen
De diensten werden aanvankelijk gereden met toestellen uit de 183- en 381-serie. De huidige toestellen zijn speciaal daarvoor gebouwde treinen uit de 287- en 289-serie. Kinosaki-treinen bedienen diverse stations in Kyoto. De gemiddelde reistijd tussen Kyoto en Kinosaki-Onsen bedraagt ongeveer 140 minuten.

## Afbeeldingen

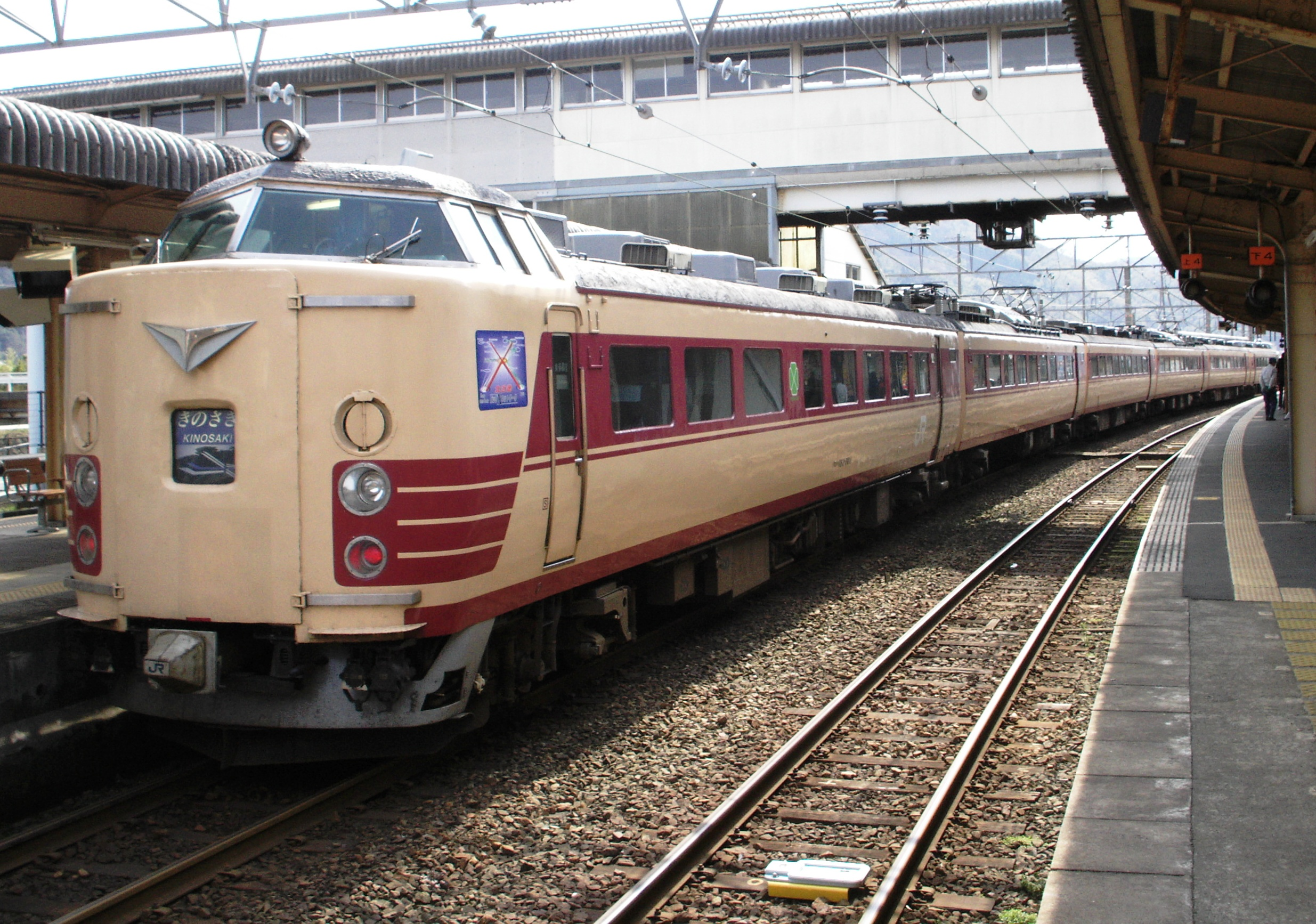
183-serie
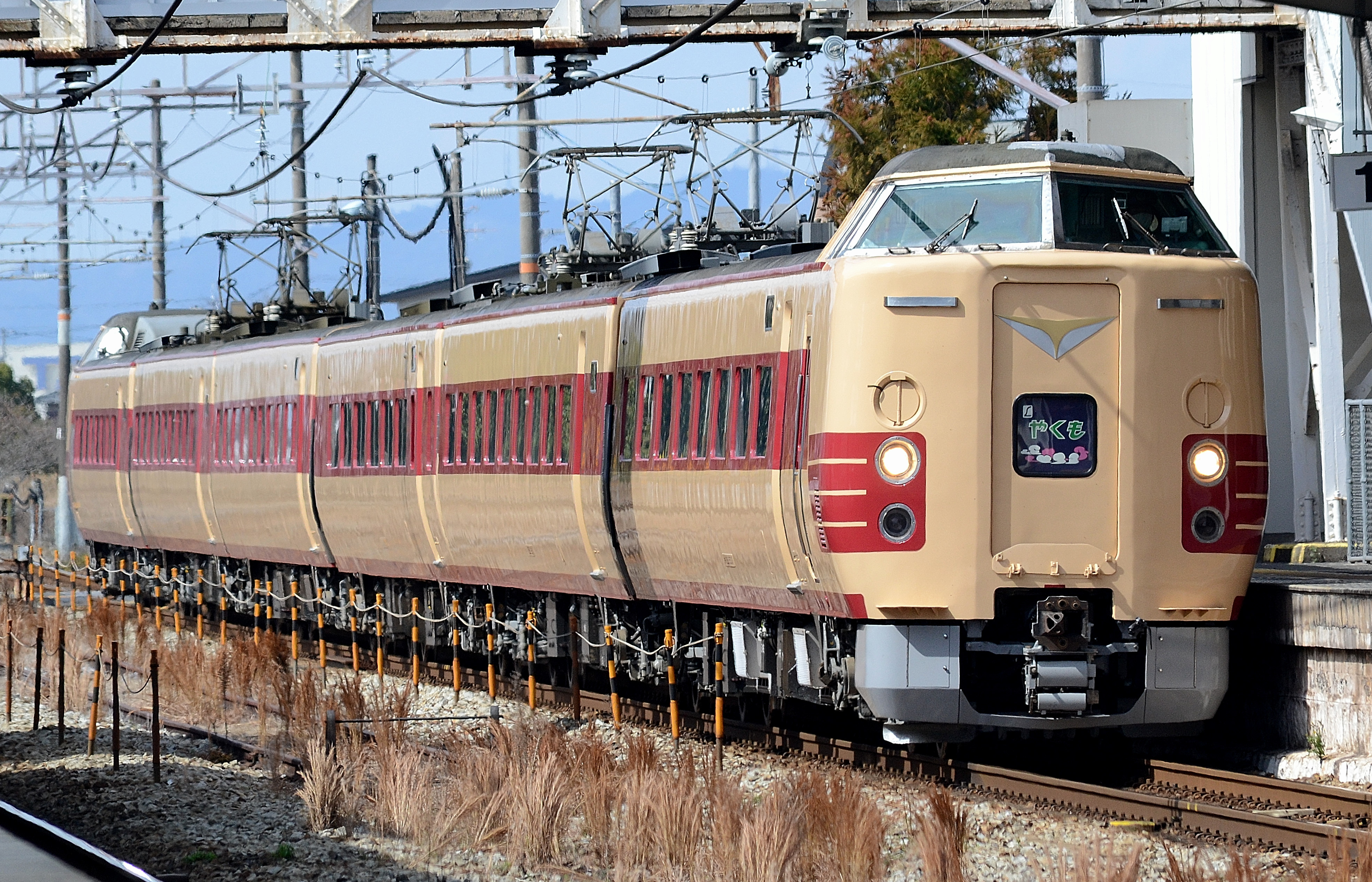
381-serie
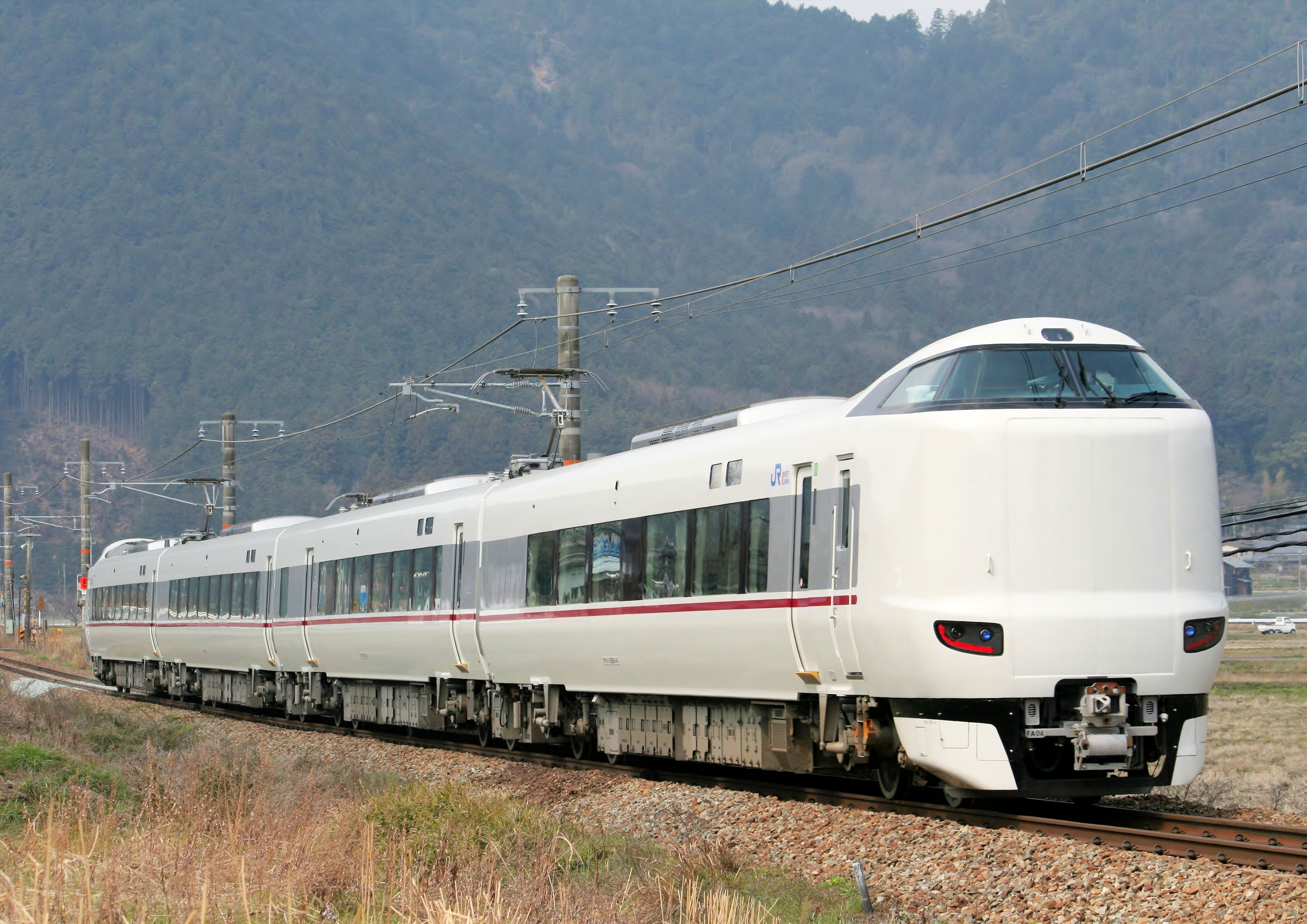
287-serie
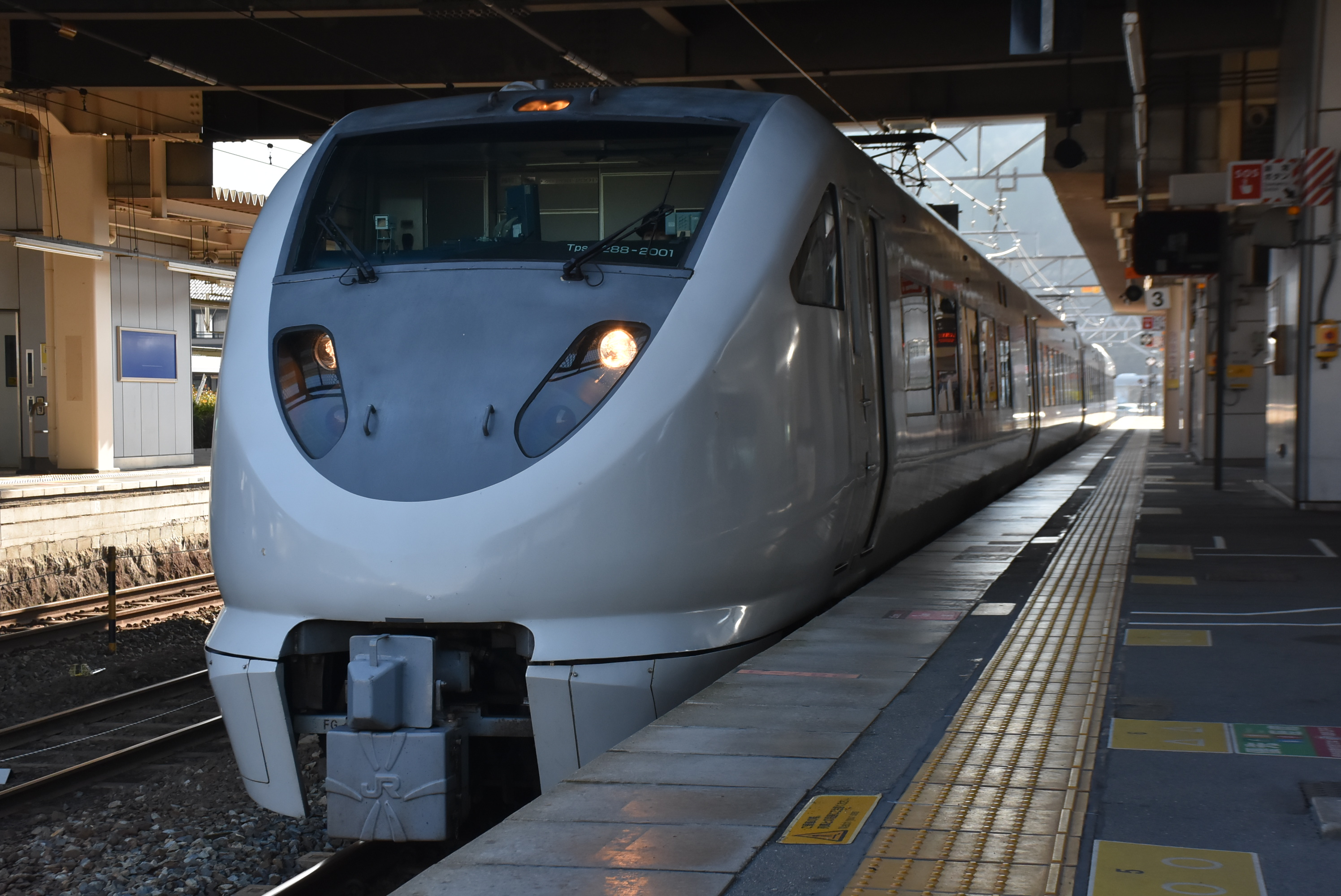
289-serie